# Trischalis subaurana
Trischalis subaurana är en fjärilsart som beskrevs av Walker 1863. Trischalis subaurana ingår i släktet Trischalis och familjen björnspinnare. Inga underarter finns listade i Catalogue of Life.